# The Best of Geordie
The best of Geordie è una raccolta in CD dei Geordie di Brian Johnson, attuale cantante degli AC/DC. La raccolta è stata pubblicata nel 1998 dall'etichetta Platinum. Per un errore, nel CD è indicata la canzone "Rock'n'roll fever", mentre si tratta invece di "Going to the City".   

## Canzoni
1. Can you do it (Malcolm)
2. House of the rising sun (brano tradizionale americano, riarrangiato dai Geordie)
3. Don't do that (Malcolm)
4. Natural born loser (Malcolm)
5. All because of you (Malcolm)
6. Strange man (Malcolm)
7. Electric lady (Malcolm)
8. Geordie stomp (Malcolm - Johnson)
9. Black cat woman (Malcolm)
10. Rocking with the boys tonite (Johnson - Robson - Rootham)
11. We're all right now (Geordie)
12. Rock'n'roll fever (Yellowstone - Danova - Voice)
13. I cried today (Johnson - Bennison)
14. You do this to me (Gibson - Holness - Knight)

## Formazione
- Brian Johnson (voce)
- Vic Malcolm (chitarra)
- Tom Hill (basso)
- Brian Gibson (batteria)
- Micky Bennison (chitarra)
- Derek Rootham (chitarra)
- Dave Robson (basso)
- Davy Whittaker (batteria)